# كافيه تشينو (مسلسل)
تشينو كافيه، مسلسل كوميدي مصري أنتج عام 2008، بطولة خالد النبوي، ودنيا سمير غانم، وعمرو رمزي، وسليمان عيد، ونشوى مصطفى.

## قصة المسلسل
يدور المسلسل في إطار كوميدي، حول مقهى راقي تمتلكه دنيا سمير غانم وفي حلقات منفصلة تظهر مشاكل الشباب في حياتهم ومع زبائن الكافيه بشكل كوميدي.